# Jak Burns prodával elektrárnu
Jak Burns prodával elektrárnu (v anglickém originále Burns Verkaufen der Kraftwerk) je 11. díl 3. řady (celkem 46.) amerického animovaného seriálu Simpsonovi. Scénář napsal Jon Vitti a díl režíroval Mark Kirkland. V USA měl premiéru dne 5. prosince 1991 na stanici Fox Broadcasting Company a v Česku byl poprvé vysílán 14. ledna 1994 na stanici ČT1.

## Děj
Pan Burns řekne svému asistentovi Smithersovi, že uvažuje o prodeji elektrárny, aby se mohl věnovat jiným zájmům. Poté, co Homer zaslechne část jejich rozhovoru, mu Smithers prozrad, že Burns by elektrárnu za 100 milionů dolarů nikdy neprodal. Nepotvrzené zvěsti o převzetí způsobí, že akcie elektrárny poprvé po deseti letech vzrostou, zpočátku na 25 centů za kus. Homer se od pochybného makléře dozví, že všichni zaměstnanci včetně něj vlastní akcie společnosti výměnou za různá zaměstnanecká práva, a impulzivně prodá svých 100 akcií, čímž získá 25 dolarů, které utratí za kvalitnější variantu piva Duff. Při popíjení se setkává se dvěma německými podnikateli – Hansem a Fritzem, kteří mají zájem o koupi závodu; zmíní se o Smithersově postavě. Mezitím se rodina Simpsonových dozví, že hodnota akcií vzrostla na 52 dolarů za akcii, a je nadšena vyhlídkou na výdělek 5200 dolarů, ale je vzápětí zděšena, když zjistí Homerovo jednání. Homer je rozrušen, když si ostatní zaměstnanci díky nečekanému výdělku koupí sportovní auta a Lenny podstoupí plastickou operaci, po které mu zůstane trvalý úsměv. Burns okamžitě přijímá Hansovu a Fritzovu nabídku 100 milionů dolarů za továrnu a odchází za dobrodružstvím, zatímco Smithers zůstává zaměstnancem. 
Noví majitelé okamžitě zahájí důkladné hodnocení továrny a jejích zaměstnanců; Homer se obává, že ho jeho laxní pracovní morálka inspektora bezpečnosti bude stát místo. Když Hans a Fritz vedou s Homerem rozhovor, není schopen inteligentně odpovědět na jejich otázky a fantazíruje o dovádění v „Zemi čokolády“. Majitelé oznámí, že Homer bude jediným propuštěným zaměstnancem, a tak zbytek rodiny provede rozpočtové škrty, dokud si nenajde novou práci. Burns pije se Smithersem v hospodě U Vočka, kde popíjí i Homer. Ten se na Burnse oboří a nazve ho „starým chamtivým plazem“, kterého nikdo nemá rád. Ostatní hosté se mu také posmívají, například Bart dupne Burnsovi na nohu. Ponížený Burns si uvědomí, že jeho bývalí zaměstnanci se ho už nebojí. Protože mu vlastnictví továrny dalo moc nad obyčejnými lidmi, rozhodne se Burns, že ji odkoupí zpět. 
Němečtí investoři zjistí, že továrna nutně potřebuje opravy, a rozhodnou se ji prodat, než do ní utopí příliš mnoho peněz. Burns, který si všimne jejich zoufalé touhy prodat, jim za elektrárnu nabídne 50 milionů dolarů; oni neochotně přijmou polovinu toho, co mu zaplatili. Nyní je Burns opět ve vedení, a tak Homera znovu zaměstná, i když mu tajně přísahá pomstu za ponížení, které utrpěl v baru. 

## Produkce
Díl napsal Jon Vitti a režíroval jej Mark Kirkland. Obsahuje několik německých prvků, včetně odkazu na projev Johna F. Kennedyho „Ich bin ein Berliner.“. Anglický název dílu Burns Verkaufen der Kraftwerk je nepřesný německý překlad „Burns prodává elektrárnu“, správná verze je Burns verkauft das Kraftwerk. Původně se autoři rozhodli, že Burns prodá elektrárnu Japoncům, ale usoudili, že by to bylo příliš velké klišé; zápletka však zůstala stejná s Němci. Scenáristé a animátoři založili jednoho ze dvou německých kupců na německé postavě seržanta Schultze z amerického televizního pořadu Hogan's Heroes. Shodou okolností častý hostující dabér Simpsonových Phil Hartman uměl trochu německy, takže pomáhal s konverzacemi. Hartman v epizodě také hostoval jako Horst a makléř. V dabované německé verzi epizody mluví oba Němci, které Homer potká v hospodě U Vočka, každý jiným dialektem, aby se odlišili od amerických postav, které mluví standardní němčinou. 
Scenáristé měli problém vymyslet Bartův žertovný telefonát do Vočkovy hospody a Vočkovu odpověď, do které nemohli zahrnout žádné sprosté slovo. Scenáristé také chtěli zařadit delší část Burnsovy přísahy pomsty, ale nakonec ji museli zkrátit. V tomto dílu se producenti rozhodli začít zdůrazňovat vztah mezi Smithersem a Burnsem. Původně byla dvouminutová scéna, která se jich týkala, ale scenáristé ji značně zkrátili. Producenti si také všimli neustálé proměnlivosti ekonomického stavu Simpsonových; v jednu chvíli se zdá, že Homer má peněženku plnou peněz, a vzápětí nemají ani spořicí účet. Animátoři také zařadili jinou postavu než Lennyho nebo Homera s vousatou linií, což se producentům nelíbilo. Původně, když se krátkometrážní Simpsonovi vysílali v pořadu The Tracey Ullman Show, měly všechny mužské postavy vousy podobné Homerovým; poté, co se Simpsonovi stali vlastním pořadem, se však rozhodli od vousů u většiny postav upustit, aby byl Homer jedinečný. Poté, co Homera vyhodí, krmí Bart svou kočku směsí 88 % popela a 12 % mrkve. Tento gag vznikl na základě skutečné zkušenosti, kdy se Vitti pokusil nakrmit svou kočku směsí mrkve a popela; kočka ji však jednoduše snědla a vyvrhla. Pasáž s mrazivými čokoládovými koktejly, v níž Bart sní o tom, co by udělal s penězi z akcií, je odkazem na krátké filmy The Tracey Ullman Show.

### Země čokolády
V původním scénáři pasáže „Země čokolády“ chyběla, ačkoli dialogy, které ji uvozovaly, byly přítomny. Výkonný producent Sam Simon byl tím, kdo navrhl, aby skutečně vytvořili část, v níž Homerova mysl zabloudí do imaginární země z čokolády. Na pasáži spolupracoval animátor Kevin O'Brien, který ji navrhl jako parodii na Za zvuků hudby, ale dohlížející režisér David Silverman navrhl, aby byla originálnější. Silverman vytvořil storyboard přepracované části a snažil se, aby byl Homer „blouznivě šťastný“, když proskakuje městem. Později vzpomínal: „Animoval jsem tu scénu snímek po snímku, potřeboval jsem nakreslit skok, který jsem chtěl. Homerovo poskakování udává tón té show.“.
Na dopravní značce v této části měl původně stát nápis „Hershey Highway“, což je dvojsmysl vzhledem k tomu, že tato fráze je eufemismem pro anální sex a odkazem na výrobce čokolády Hershey's. Protože cenzoři měli proti tomuto vtipu námitky, nahradili ho autoři cedulí s nápisem „Fudge Town“. Část „Země čokolády“ byla zasazena do písně založené na hudbě z filmu Tucker: Člověk a jeho sen. Píseň složil Alf Clausen a později byla zařazena na kompilační album Go Simpsonic with The Simpsons z roku 1999. Země čokolády se také objevila jako úroveň ve hře The Simpsons Game, která byla vydána v roce 2007.

## Přijetí
V původním vysílání na stanici Fox dosáhl díl ratingu 12,6 podle agentury Nielsen a sledovalo jej přibližně 11,60 milionu diváků. V týdnu od 2. do 8. prosince 1991 skončil ve sledovanosti na 38. místě a ve svém vysílacím čase se umístil na druhém místě za seriálem The Cosby Show, který skončil na 11. místě s ratingem 16,8. Simpsonovi byli v tomto týdnu nejsledovanějším seriálem na stanici Fox.
Od svého odvysílání získal díl od kritiků vesměs pozitivní hodnocení. Autoři knihy I Can't Believe It's a Bigger and Better Updated Unofficial Simpsons Guide, Warren Martyn a Adrian Wood, epizodu chválili, především „Homera v Zemi čokolády a Smitherse radícího panu Burnsovi za pomoci jeho přítele, loutky z ponožek, krokodýla Snappyho“. Neal Justin z Star Tribune ohodnotil díl jako jeden z deseti nejoblíbenějších a poznamenal, že scéna, v níž „Homer sní o tom, jak se prochází doslova Zemí čokolády, byla možná nejskandálnějším momentem v historii Simpsonových.
Mikey Cahill z listu Herald Sun v seznamu nejlepších Homerových obžerských momentů zařadil Zemi čokolády na první místo, Brian McIver z listu Daily Record tuto pasáž rovněž označil za jeden z dvaceti nejlepších momentů v historii seriálu. V roce 2012 Johnny Dee z deníku The Guardian zařadil epizodu mezi svých pět nejoblíbenějších v historii Simpsonových a poznamenal, že právě část Země čokolády „dělá z této epizody takovou klasiku“. Jon Greenberg z ESPN uvedl, že epizoda patří mezi jeho nejoblíbenější, a ppoznamenal, že „sarkastické jádro příběhu přichází na konci, kdy si pan Burns uvědomí, že bohatství a čas mu štěstí nekoupí, protože nikdo, dokonce ani pohroma sektoru 7G (Homer), se bezmocného despoty nebojí“.
Epizoda se stala studijním materiálem pro kurz sociologie na Kalifornské univerzitě v Berkeley, kde byla použita ke „zkoumání otázek produkce a recepce kulturních objektů, v tomto případě satirického kresleného pořadu“, a ke zjištění, co se „snaží divákům sdělit o aspektech především americké společnosti a v menší míře i o jiných společnostech“.